# Ruhnu
Ruhnu (schwedisch und deutsch Runö) ist eine kleine Insel der Moonsund-Inseln in der Ostsee, gelegen in der Bucht von Riga, die politisch zu Estland gehört und eine eigene Gemeinde bildet. Ruhnu ist die südlichste Insel Estlands.

## Geographie
Ruhnu liegt rund 40 km östlich des lettischen Kap Kolka. Zum estnischen Pärnu sind es 96, zur Insel Saaremaa etwa 60 km. Die Insel ist nur 11,9 km² groß. Es gibt ein kleines Dorf in der Mitte des Eilands. Die Ufer sind relativ flach und seicht mit einigen Untiefen in der Umgebung. Südlich der Insel liegt das Naturschutzgebiet Gretagrund.

## Das historische Runö
Die Insel war von Schweden besiedelt. Erstmals wurden sie in einem Erlass des Bischofs von Kurland aus dem Jahre 1341 erwähnt, dem sie ihren Zehnten abzugeben hatten.
Dem Fehlen eines geeigneten Hafens für größere Schiffe wird es zugeschrieben, dass der Insel in den vielen Kriegen im Ostseeraum keine besondere Bedeutung zukam. Während der Herbst- und Wintermonate bestand überhaupt kein Kontakt zur Außenwelt. Die Männer gingen der Seehundjagd nach, während die Frauen den Ackerbau besorgten. Da es auch keine Raubtiere auf der Insel gab, weidete das Hausvieh ohne Umzäunung. Die Dorfbewohner lebten nach ihren eigenen archaischen Gesetzen, gerieten im Unterschied zu den Estlandschweden niemals in Leibeigenschaft und sprachen einen altertümlichen Dialekt, das Runsk. Schulen und Ärzte gab es keine. Mit dem Pfarrer, der einzigen Person höherer Bildung, lagen sie des Öfteren im Streit, sodass diese Pfarrstelle bei den seit der Zarenzeit meist aus Finnland stammenden Pastoren nicht sehr beliebt war. Jedes Jahr im Frühling segelten die Runöer mit Frauen und Kindern nach Riga um Seehundsfelle und andere Erzeugnisse zu verkaufen. Zu diesem Anlass bezahlten sie ihre Steuern und kauften die nötigen Dinge für den nächsten Winter. Mit ihren altertümlichen Trachten erregten sie jedes Mal einiges an Aufsehen in den Straßen der damals aufstrebenden modernen Großstadt. Von den Bewohnern der umliegenden Inseln und Küsten, sowie den Ethnologen des 19. Jahrhunderts wurde den Insulanern sowohl ein extremer Konservatismus als auch ein Hang zum Kommunismus nachgesagt.
Nach dem Ende des Zarenreiches schrieben die Bewohner der Insel einen Brief an den schwedischen König und ersuchten ihn darum, Runö in den schwedischen Staat aufzunehmen. Der König lehnte das jedoch ab und überließ den Bewohnern die Wahl, sich Estland oder Lettland anzuschließen. Man entschied sich für Estland, da es dort eine schwedische Minderheit gab. Das traditionelle Leben der Bewohner dokumentiert eindrucksvoll der 1931 gedrehte, 18-minütige Dokumentarfilm Ruhno des estnischen Filmemachers Theodor Luts.
Am 4. August 1944 floh fast die gesamte Bevölkerung vor der Roten Armee nach Schweden. Dies bedeutete das Ende der mehr als 700 Jahre währenden schwedischen Kultur auf der Insel.

## Das heutige Ruhnu
Heute leben auf Ruhnu etwa 90 Esten. Nur sie sowie dort arbeitende Menschen dürfen auf der Insel motorisiert unterwegs sein. Urlauber dagegen bewegen sich zu Fuß, mit dem Fahrrad oder werden zwischen Fähre und Dorf mit einem Kleinbus transportiert. Dadurch sind auf der Insel meist nur natürliche Geräusche zu hören. Im Sommer gibt es eine regelmäßige Personen-Fährverbindung nach Kuressaare und nach Pärnu.
Zudem hat Ruhnu einen kleinen Flugplatz. Die Fluggesellschaft Air Livonia flog von dort bis 30. April 2006 wöchentlich nach Pärnu und Kuressaare, musste die Verbindung aber einstellen, nachdem dem Flugzeugtyp Antonow An-28 in Estland die Flugberechtigung entzogen worden war. Seit November 2006 fliegt das norddeutsche Luftfahrtunternehmen Luftverkehr Friesland Harle die Strecken nach Kuressaare und Pärnu mit einer zweimotorigen Britten-Norman BN-2 Islander. Seit 2009 gilt ein neuer Vertrag mit einer ganzjährigen Versorgung der Insel.
Schlagzeilen gab es im Jahr 2006, als sich ein Braunbär auf die Insel verirrt hatte.

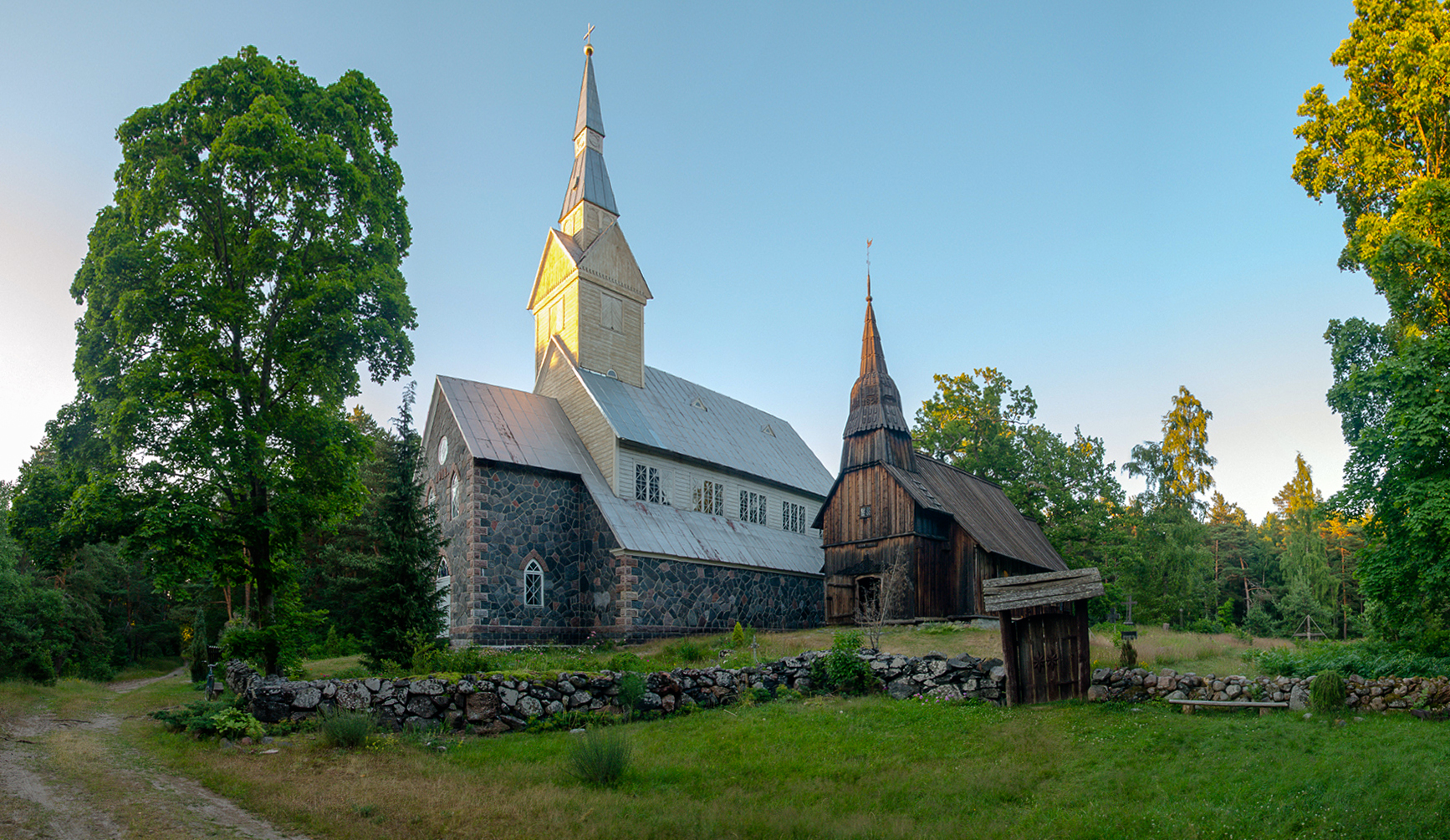
Die beiden Kirchen zur Heiligen Magdalena

## Sehenswürdigkeiten
Die von der lutherischen Gemeinde  zur Heiligen Magdalena genutzte kleine hölzerne Stabkirche wurde 1644 errichtet. Sie ist eine der ältesten Kirchen dieser Bauart im Baltikum. Der barocke Kirchturm wurde 1755 fertiggestellt. Das Gotteshaus wurde im Zweiten Weltkrieg 1944 geschlossen, in der Sowjetzeit umgenutzt und nach Restaurierung 1999 erneut geweiht. Die links neben der Stabkirche gelegene Steinkirche, in der die regulären Gottesdienste stattfinden, wurde 1912 erbaut und geweiht. 
Angeblich nach einem Plan von Gustave Eiffel wurde in Frankreich 1875 für die Insel Ruhnu der 40 Meter hohe, stählerne Leuchtturm Ruhnu (finnisch Ruhnu tuletorn) im Osten der Insel erbaut.